# 赤衛隊 (芬蘭)
赤衛隊（芬蘭語：Punakaarti）在1918年的芬蘭內戰期間組成了紅色芬蘭的軍隊。赤衛隊的力量在內戰開始時只有大約30,000人，但在與政府軍的不斷衝突中達到90,000-120,000的高峰。
赤衛隊在戰爭中更換的領導人有阿利·阿尔托宁、埃罗·哈帕莱宁、埃诺·拉赫亚和最后的库莱尔沃·曼纳。紅色芬蘭政府自稱“人民代表團”。赤衛隊在1月28日至1918年4月底期間在芬蘭南部创立了政權。
赤衛隊的總參謀部位於赫爾辛基；其他被芬兰社会主义工人共和国所控制的主要城市有坦佩雷、圖爾庫、波里和維堡。紅色坦佩雷於1918年4月在與開進并控制住城市的曼納海姆的白衛軍展開血腥戰鬥后遭遇惨败，并最终覆灭。（詳見坦佩雷戰役）
上千名赤衛隊士兵遭到監禁，他們當中有上百人遭到集体處決，剩餘的則被送往集中營。到1918年12月，首都赫爾辛基已經處於白衛軍统治之下。 有一些參加紅軍的人在援助亲属民族战争時期視芬蘭民族主義者為敵。事實上，在二十世紀二十年代，蘇聯的國際紅軍軍官學校比芬蘭本國的芬蘭預備軍官學校有更多的芬蘭學生。取得的等級最高的是埃诺·拉赫亚，他是一個軍團的指揮官（komkor）。
在總罷工期間，芬蘭建立了“國民護衛隊”。這些衛士中既有社會主義者也有非社會主義者，但最終他們被分成對立的民兵。儘管如此，在那一年，流血事件還是得到了避免。
倖存的最後一個赤衛隊士兵阿尔内·阿尔沃宁後來成為了芬蘭最年老的人，他於2009年1月與世長辭。

## 實力
| 1917年底           | 約20,000人                                                                     |
| 內戰開始時         | 30,000 人                                                                      |
| 衝突中期（最高峰） | 90,000人以上                                                                   |
| 1920年             | 成千上萬，全都在俄羅斯，大部分集中在卡累利阿和英格里亞（參見援助亲属民族战争） |